# Heinrich Adolph von Gablenz
Heinrich Adolf Freiherr von Gablenz, heer van Unwürde en Kittlitz (Weida,25 oktober 1762 - Leipzig, 11 mei 1843) was een Saksisch militair. Hij bracht het tot Generalleutnant en gouverneur van Dresden. In 1828 werd hij voor zijn dapperheid in de napoleontische oorlogen begiftigd met het grootkruis in de Militaire Orde van Sint-Hendrik. In 1837 werd hij in de Saksische adelstand opgenomen met de titel van Freiherr (Nederlands: baron).

## Militaire loopbaan
- Hauptmann:
- Oberst: 1811
- Generalleutnant:

## Decoratie
- Grootkruis in de Militaire Orde van Sint-Hendrik op 27 oktober 1828[2]
- Commandeur in de Militaire Orde van Sint-Hendrik op 3 december 1812[2]
- Ridder in de Militaire Orde van Sint-Hendrik op 10 augustus 1796[2]